# Roborder
A Roborder egy 2017 óta fejlesztett határvédelmi projekt, ami Magyarország déli határvidékének robotokkal történő őrzésére irányul. Neve egy összetett szó, ami a robots (robotok) és border (határ) szavakból alakult ki.

## Története
Magyarország a schengeni egyezményhez csatlakozó országok biztonsága érdekében közép és hosszú távon egy új, a kor megfelelő technikai fejlettségéhez igazodó rendszert épít ki, amely a modern eszközök használatát teszik lehetővé. Ezért mind a határvédelmet, mind a határellenőrzést "okos" technikai eszközök és infrastruktúra segítségével fejleszti. A ROBORDER-projekt is része ennek a fejlesztésnek, amely uniós szinten 2017-től folyik. A rendszer kifejlesztését az Európai Unió (EU) Horizon 2020 alapja támogatja.

## Működése
A rendszer földön mozgó robotegységekből és drónok flottájából áll majd. A drónok együtt is tudnak majd működni és egymást között kommunikálni és ezzel a védelmet hatékonyabban tudják majd tervezni és végrehajtani. 